# Wishmaster (Album)
Wishmaster ist das dritte Album der finnischen Symphonic-Metal-Band Nightwish. Es wurde am 18. Juli 2000 veröffentlicht.

## Geschichte
Wishmaster erreichte direkt nach der Veröffentlichung Rang 1 der finnischen Album-Charts und blieb dort für drei Wochen. In dieser Zeit wurde es auch bereits mit einer Goldenen Schallplatte ausgezeichnet. Das Album wurde „Album des Monats“ in der Rock-Hard-Ausgabe 6/2000, vor den lang erwarteten neuen Werken von Bon Jovi und Iron Maiden. Wishmaster stieg zudem auf Platz 21 in die deutschen Album-Charts und auf Platz 66 in Frankreich ein.
Die „Wishmaster World Tour“ begann in Kitee, der Heimatstadt der Band. Nach dem Auftritt dort bekam die Band Goldene Schallplatten für das Album Oceanborn und die Singles Sacrament of Wilderness, Walking in the Air und Sleeping Sun. Danach führte die Tournee die Band zunächst zu den großen Musikfestivals in Finnland und dann im Juli 2000 nach Südamerika. Die dreiwöchige Tour durch Brasilien, Chile, Argentinien, Panama und Mexiko wurde zum größten Erlebnis der Band bis dahin. Darauf folgten erfolgreiche Shows beim Wave-Gotik-Treffen (WGT), Wacken Open Air, Biebop Metal Fest und der ersten Headliner-Europatournee mit Sinergy und Eternal Tears of Sorrow. Im November gab Nightwish außerdem zwei Konzerte in Montreal (Kanada).
Mit dem Song „Sleepwalker“ nahm die Band an der finnischen Vorentscheidung zum Eurovision Song Contest 2000 teil, erreichte jedoch trotz Mehrheit in der Telefonabstimmung aufgrund der Wertung der Jury nur den dritten Platz. Am Ende des Konzerts in Tampere im Jahr 2001 (zu sehen auf der DVD From Wishes to Eternity) bekam Nightwish Platin für Wishmaster.

## Titelliste
1. She Is My Sin – 4:46
2. The Kinslayer – 3:58
3. Come Cover Me – 4:34
4. Wanderlust – 4:50
5. Two For Tragedy – 3:50
6. Wishmaster – 4:24
7. Bare Grace Misery – 3:41
8. Crownless – 4:28
9. Deep Silent Complete – 3:57
10. Dead Boy's Poem – 6:47
11. FantasMic – 8:17
  1. Part 1
  2. Part 2
  3. Part 3
12. Sleepwalker[3] – 3:10

## Singleauskopplungen

### Deep Silent Complete
Deep Silent Complete ist die einzige offizielle Single aus Wishmaster. Sie enthält als B-Seite den japanischen Wishmaster-Bonustrack „Sleepwalker“ und erreichte Goldstatus in Finnland.

### The Kinslayer
Die The Kinslayer-Single erschien nur als höchst seltene 1-Track-Promo-CD.

## Inhalte der Lieder
The Kinslayer ist dem Amoklauf an der Columbine High School gewidmet. Der Dialog in der Mitte des Liedes zitiert nach den Überlebenden die tatsächlichen Gespräche zwischen den Mördern und ihren Mitschülern während der Schießerei.
Crownless ist allen arroganten und egoistischen Menschen gewidmet und handelt davon, dass alles vergänglich ist und wie schnell nach dem Hochmut der Fall kommt.
Dead Boy’s Poem ist laut Songwriter Tuomas Holopainen das persönlichste Lied, das er jemals geschrieben hat. In dem Song rezitiert ein kleiner Junge – gesprochen von Sam Hardwick – ein Gedicht, immer unterbrochen von Tarjas Gesang.
FantasMic ist Holopainens Tribut an Walt Disney. Nightwishs Bandleader bezeichnet sich selbst als großen Fan von Disney, den er im Text als „King of Fantasy“ ehrt. Darüber hinaus werden im Textverlauf des Epos Schlüsselstellen verschiedener Märchen umschrieben – neben Dornröschen und anderen findet sich auch Holopainens Lieblingsmärchen Die Schöne und das Biest an einer Stelle wieder, nachdem er ihm bereits im Debüt Angels Fall First einen Song gewidmet hatte.
Wanderlust und Wishmaster handeln von dem Magier Raistlin aus den Fantasy-Romanen Dragonlance.

## Auszeichnungen für Musikverkäufe
| Land/Region        | Auszeichnungen für Musikverkäufe (Land/Region, Auszeichnung, Verkäufe) | Verkäufe |
| ------------------ | ---------------------------------------------------------------------- | -------- |
| Deutschland (BVMI) | Gold                                                                   | 100.000  |
| Finnland (IFPI)    | Platin                                                                 | 79.447   |
| Insgesamt          | 1× Gold · 1× Platin ·                                                  | 229.447  |